# Карагайли (Бескарагайський район)
Карагайли́ (каз. Қарағайлы) — село у складі Бескарагайського району Абайської області Казахстану. Адміністративний центр Баскольського сільського округу.
Населення — 752 особи (2021; 955 у 2009, 1148 у 1999, 1333 у 1989).
Національний склад станом на 1989 рік:
- казахи — 61 %
- росіяни — 22 %

До 2013 року село називалось Новоніколаєвка.